# Trận Mũi Ecnomus
Trận Mũi Ecnomus hay Eknomos (tiếng Hy Lạp cổ: Ἔκνομος) (256 TCN) là một trận hải chiến diễn ra ở ngoài khơi Mũi Ecnomus (Poggio di Sant'Angelo, Licata, Sicilia, Ý ngày nay), giữa hai hạm đội của Carthago và Cộng hòa La Mã trong cuộc chiến tranh Punic lần thứ nhất. Do số lượng lớn về lượng tàu cũng như thủy thủ đoàn tham gia (cứ khoảng 300 tay chèo và 120 lính mỗi tàu), trận chiến này được xem như là một trong những trận hải chiến lớn nhất trong thế giới Địa Trung Hải cổ đại và là một ứng cử viên để trở thành trận hải chiến lớn nhất trong lịch sử.

## Dạo đầu
Sau khi chiếm được thành Agrigentum, Cộng hòa La Mã quyết định xây dựng một hạm đội để đe dọa uy quyền của Carthago ở khu vực Địa Trung Hải. Mặc dù người La Mã đã gặp phải những bất lợi ban đầu do thiếu kinh nghiệm thủy chiến, nhưng điều đó đã được họ bù đắp lại bằng cách đưa vào sử dụng một loại cầu mang tên Corvus (được dùng để các binh sĩ có thể nhảy sang tàu địch một cách dễ dàng). Kết quả là một loạt chiến thắng dành cho người La Mã như tại Mylae - chiến thắng đã trở thành cảm hứng cho ý định xâm chiếm những vùng đất của Carthago ở Bắc Phi.
Để triển khai một chiến dịch có quy mô lớn như vậy đòi hỏi phải có một lượng lớn tàu để vận chuyển các quân đoàn lê dương và trang thiết bị của họ sang châu Phi. Nhằm để gây khó khăn về vấn đề hậu cần cho kẻ địch, người Carthago đã cho hạm đội của họ tuần tra bờ biển Sicilia, điều này buộc người La Mã phải sử dụng các tàu chiến như trireme và quinquereme vốn có ít không gian dành cho hàng hóa để có thể vận chuyển quân đội. Do đó, La Mã đã xây dựng một hạm đội lớn khoảng 200 tàu nhằm phục vụ cho việc vượt biển Địa Trung Hải một cách an toàn. Hai Chấp chính quan năm đó là Marcus Atilius Regulus và Lucius Manlius Vulso Longus được trao quyền chỉ huy của hạm đội. Tuy nhiên, người Carthago sẽ không để cho mối đe dọa không bị đánh trả, do đó họ tung ra một hạm đội to lớn không kém chỉ huy bởi Hanno Vĩ đại và Hamilcar (người chiến thắng tại trận Drepanum sau này, không nên nhầm lẫn với Hamilcar Barca) để để đánh chặn người La Mã.

## Trận chiến
Đến thời điểm này, chiến thuật hải quân La Mã đã được cải tiến rất nhiều. Hạm đội tiến dọc theo bờ biển Sicilia theo thế trận như trong hình minh họa, các chiến hạm được phân bố ra thành ba đội tàu. Đội tàu I và II được hai vị Quan chấp chính đích thân chỉ huy, dàn thành hình một cái nêm. Phần lớn các tàu vận tải đều di chuyển phía sau họ và được đội tàu thứ ba đi sau bọc lưng. Người Carthago đã chờ đợi họ và hai hạm đội gặp nhau tại bờ biển phía nam của đảo Sicilia ngoài khơi núi Ecnomus. Hạm đội Carthago được bố trí theo đội hình trường tuyến truyền thống, trung quân được chỉ huy bởi Hamilcar. Cánh phải được chỉ huy bởi Hanno, người đã thất bại trước người La Mã tại Agrigentum.
Giáp mặt với địch, hai đội tàu hàng đầu của La Mã tiến thẳng vào trung tâm của hạm đội Carthago. Đô đốc Hamilcar giả bộ rút quân để cho hai tiền đội của La Mã đuổi theo để tạo khoảng cách giữa hai đội tàu này và đội tàu vận tải vốn là mục tiêu chính của ông. Sau khi nhử được hai đội tàu La Mã, hai bên sườn Carthago đánh vào các tàu bị bỏ lại phía sau. Họ tấn công từ bên eo để tránh ảnh hưởng từ cơ chế Corvus. Các tàu vận tải đã phải rút vào bờ biển Sicilia và đội tàu tiếp viện buộc phải nhập cuộc để đối mặt với cuộc tấn công từ Hanno.
Tuy nhiên, trung quân Carthago đã bị đánh bại sau một cuộc giao chiến dài và buộc phải tháo chạy. Hai tiền đội của La Mã đã có thể quay lại để giải tỏa tình hình ở phía sau. Đội tàu thứ nhất của Chấp chính quan Vulso đánh vào cánh trái Carthago đang de doạ đội tàu vận chuyển, và đội tàu của Regulus và đội tàu thứ ba đã phát động một cuộc tấn công vào cánh phải của Carthago do Hanno chỉ huy. Do không có sự hỗ trợ từ phần còn lại của hạm đội của mình, người Carthago phải nhận lấy thảm bại. Như một hệ quả của trận chiến này, khoảng một nửa của hạm đội Carthago đã bị bắt hoặc bị đánh chìm.

## Hậu quả
Sau trận đánh, người La Mã đã đáp vào bờ biển Sicilia để sửa chữa và cho các thủy thủ đoàn nghỉ ngơi. Các chiến hạm bị bắt được của Carthago đã được gửi đến Roma để trang trí cho Rostra ở Forum, theo truyền thống được khởi xướng tại Mylae. Không lâu sau đó, quân đội La Mã đã đổ bổ lên châu Phi và bắt đầu chinh phạt Carthago do Atilius Regulus chỉ huy. Các trận đánh sau đó của cuộc Chiến tranh Punic lần thứ nhất do đó đã diễn ra trên lãnh thổ Carthage, với các chiến thắng chia cho cả hai bên.